# Florian Goebel
Florian Goebel (* 18. Oktober 1972 in Köln; † 10. September 2008 auf La Palma) war ein deutscher Astrophysiker.
Goebel promovierte 2001 in Hamburg über Measurement of the diffractive contribution to the DIS cross section using the ZEUS forward plug calorimeter. Er arbeitete anschließend am Max-Planck-Institut für Physik in München und war Mitglied bei DESY. Bis zu seinem Tod leitete er das MAGIC II Teleskop-Projekt. Er starb im Alter von 35 Jahren, als er aus etwa zehn Metern Höhe abstürzte, während er an der Kamera des Teleskopes arbeitete. Sein Tod führte zur Absage der Einweihungsfeier des MAGIC II Teleskops, die neun Tage nach seinem Tod geplant gewesen war.
Ihm sind die beiden Teleskope MAGIC I und MAGIC II des MAGIC-Teleskop-Projektes gewidmet, woran eine bei der Einweihung der Teleskope im April 2009 enthüllte Gedenkplakette erinnert.